# Sonta
Sonta (v srbské cyrilici Сонта, maďarsky Szond) je obec na samotném severu Srbska. Administrativně je součástí města Apatin. Obyvatelstvo vesnice je většinově chorvatské národnosti, zastoupeni jsou dále Srbové a ostatní národnosti typické pro oblast Vojvodiny. V roce 2011 zde žilo 4331 obyvatel; počet obyvatel zde dlouhodobě v posledních desítkách let klesá.
Vesnice se nachází v blízkosti lužních lesů a mokřadů u Dunaje a poblíž chorvatsko-srbské hranice. První písemná zmínka o Sontě je z roku 1173. Podle místní pověsti vznikla příchodem chorvatských kolonistů z oblasti dnešní Hercegoviny.
Od roku 2006 je vedle srbštiny úředním jazykem v obci i chorvatština.